# North Star (Film)
North Star ist ein Filmdrama von Kristin Scott Thomas. Die Premiere des Films mit Scarlett Johansson, Freida Pinto, Sienna Miller und Emily Beecham in den Hauptrollen neben der Regisseurin selbst erfolgte im September 2023 beim Toronto International Film Festival.

## Handlung
Die Schwestern Katherine, Victoria und Georgina wurden zur dritten Hochzeit ihrer Mutter Diana eingeladen und kehren daher in ihr altes Zuhause zurück. Der erste Ehemann ihrer Mutter, ein Militärpilot und der Vater von Katherine und Victoria, wurde im Falklandkrieg getötet. Diana heiratete daraufhin seinen besten Freund, einen anderen Piloten und Georginas Vater, der in Bosnien getötet wurde. Die zweifache Witwe musste ihre drei kleinen Töchter alleine großziehen.
Die karriereorientierte Katherine, die in die Fußstapfen ihres verstorbenen Vaters getreten ist, verbringt als Kapitänin der Royal Navy oft viele Monate auf einem Schiff und ist mit Jack zusammen, die gerne eine Familie gründen würde. Georgina arbeitet als Paliativkrankenschwester und vermutet, dass ihr Mann Jeremy sie betrügt. Aus Victoria ist eine berühmte Schauspielerin geworden, die jetzt in den USA lebt. Nun wieder vereint sind Mutter und Töchter gezwungen, in die Vergangenheit zu blicken und sich der Zukunft zu stellen.

## Produktion

### Regie und Drehbuch

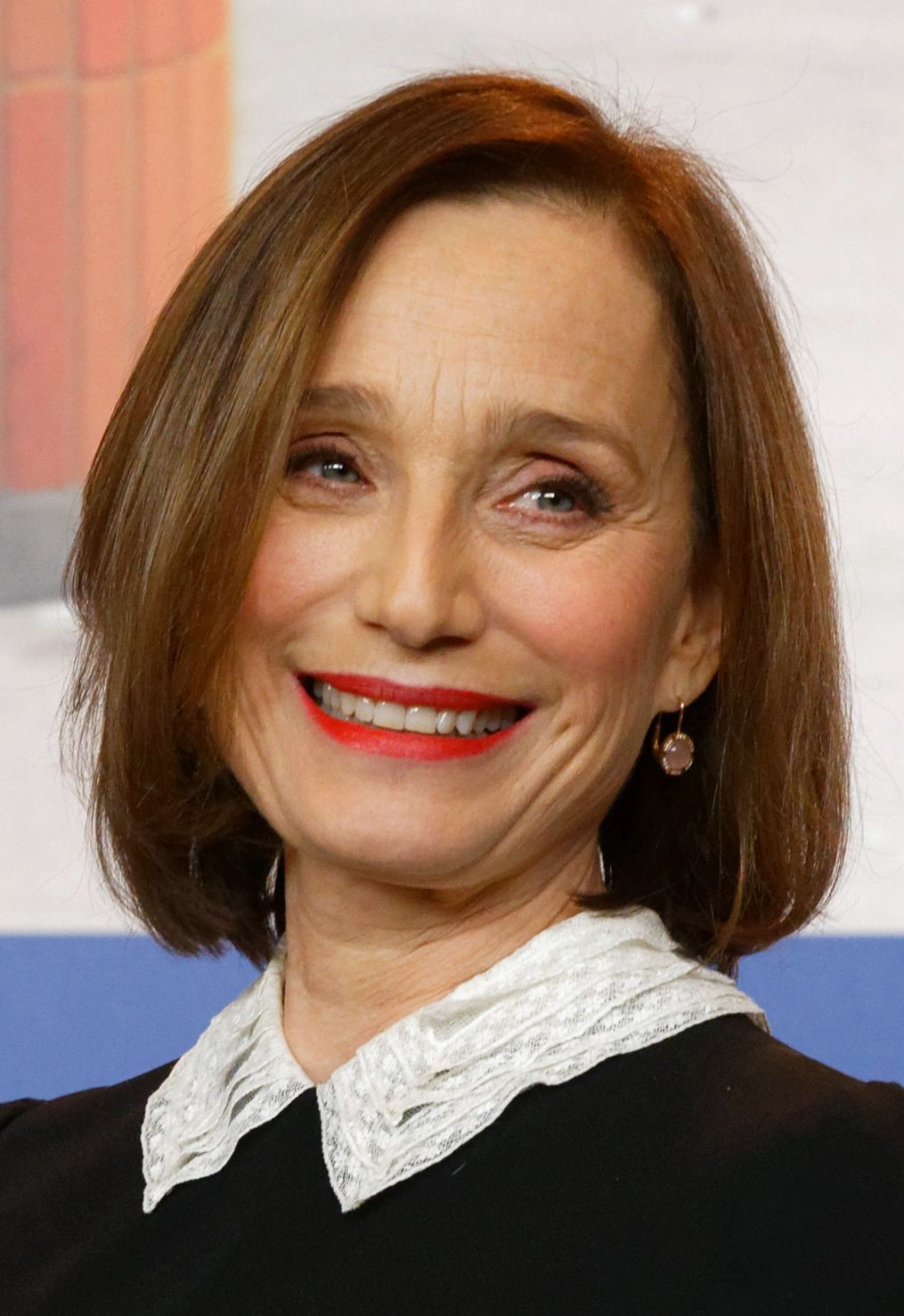
Kristin Scott Thomas führte Regie und spielt Mutter Diana

Regie führte Kristin Scott Thomas. Bei North Star handelt es sich um das Regiedebüt der britischen Schauspielerin, die besonders für ihre Rollen in den Filmen Vier Hochzeiten und ein Todesfall von 1994 und Der englische Patient von 1996 bekannt ist. Gemeinsam mit John Micklethwait schrieb sie auch das Drehbuch. Der englische Journalist ist seit 2015 Chefredakteur von Bloomberg News.
Thomas greift  in North Star ihr eigenes Kindheitstrauma auf. Ihr leiblicher Vater, ein Pilot der Royal Navy, wurde in einem Kampfeinsatz getötet, als sie sechs Jahre alt war. Fast genau das Gleiche passierte ihrem Stiefvater, als sie 12 Jahre alt war. Ihre Mutter heiratete, wie Diana im Film, ein drittes Mal. Der Film ist Thomas‘ „zwei Vätern“, Lt Cdr Simon Thomas RN und Cdr Simon Idiens RN, gewidmet.

### Besetzung

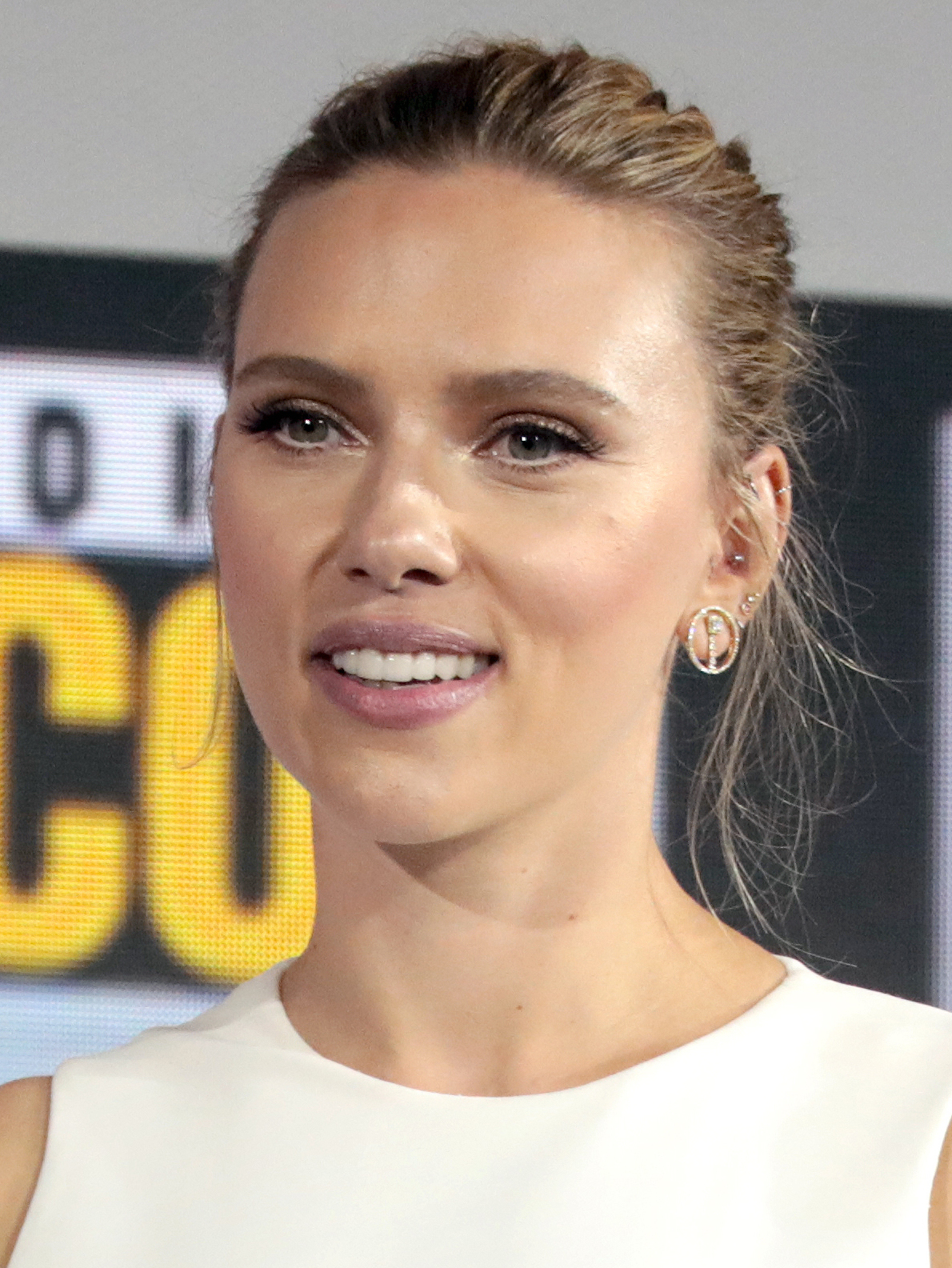
Scarlett Johansson, die in der Rolle von Katherine zu sehen ist, spielte zuvor bereits zweimal Thomas’ Tochter

Die Regisseurin spielt selbst auch die zweimal verwitwete Diana, die ihre drei Töchter zu ihrer dritten Hochzeit eingeladen hat. Scarlett Johansson spielt Katherine, die in die Fußstapfen ihres Vaters tritt und Kapitänin der Royal Navy ist. Sienna Miller spielt ihre ältere Schwester Victoria und Emily Beecham die jüngste Schwester Georgina. Johansson war in früheren Filmen bereits zweimal als Tochter von Thomas zu sehen, einmal im Alter von 12 Jahren in Der Pferdeflüsterer und einige Jahre später in Die Schwester der Königin. Die indische Schauspielerin Freida Pinto, bekannt aus Slumdog Millionär, spielt Jack, die Lebenspartnerin von Katherine. Joshua Maguire spielt Georginas Ehemann Jeremy und James Fleet Ehemann Nummer 3 der Mutter. In weiteren Rollen sind Samson Kayo und Mark Stanley zu sehen.

### Dreharbeiten und Filmmusik
Die Aufnahmen für die Hochzeit entstanden im Juni 2022 in der St. Mary’s Church in Hampshire. Des Weiteren drehte man im Mai 2022 auf der in Portsmouth liegenden HMS Prince of Wales. Die Dreharbeiten wurden Ende Juli 2022 beendet. Der Arbeitstitel war My Mother’s Wedding. Als Kameramann fungierte der Kanadier Yves Bélanger, der besonders für seine Arbeit an dem Filmdrama Brooklyn – Eine Liebe zwischen zwei Welten von Regisseur John Crowley bekannt ist.
Die Filmmusik komponierte der Brite Rolfe Kent.

### Veröffentlichung
Die Weltpremiere von North Star fand am 7. September 2023 beim Toronto International Film Festival statt.

## Rezeption
Die ersten Kritiken fielen überwiegend negativ aus.